# Progress MS-16
Progress MS-16 (rusky: Прогресс МC-16), je kosmická loď Progress postavená a provozovaná agenturou Roskosmos, za účelem zásobování Mezinárodní vesmírné stanice. Celkově se jedná o 168. let lodi Progress.

## Loď Progress MS

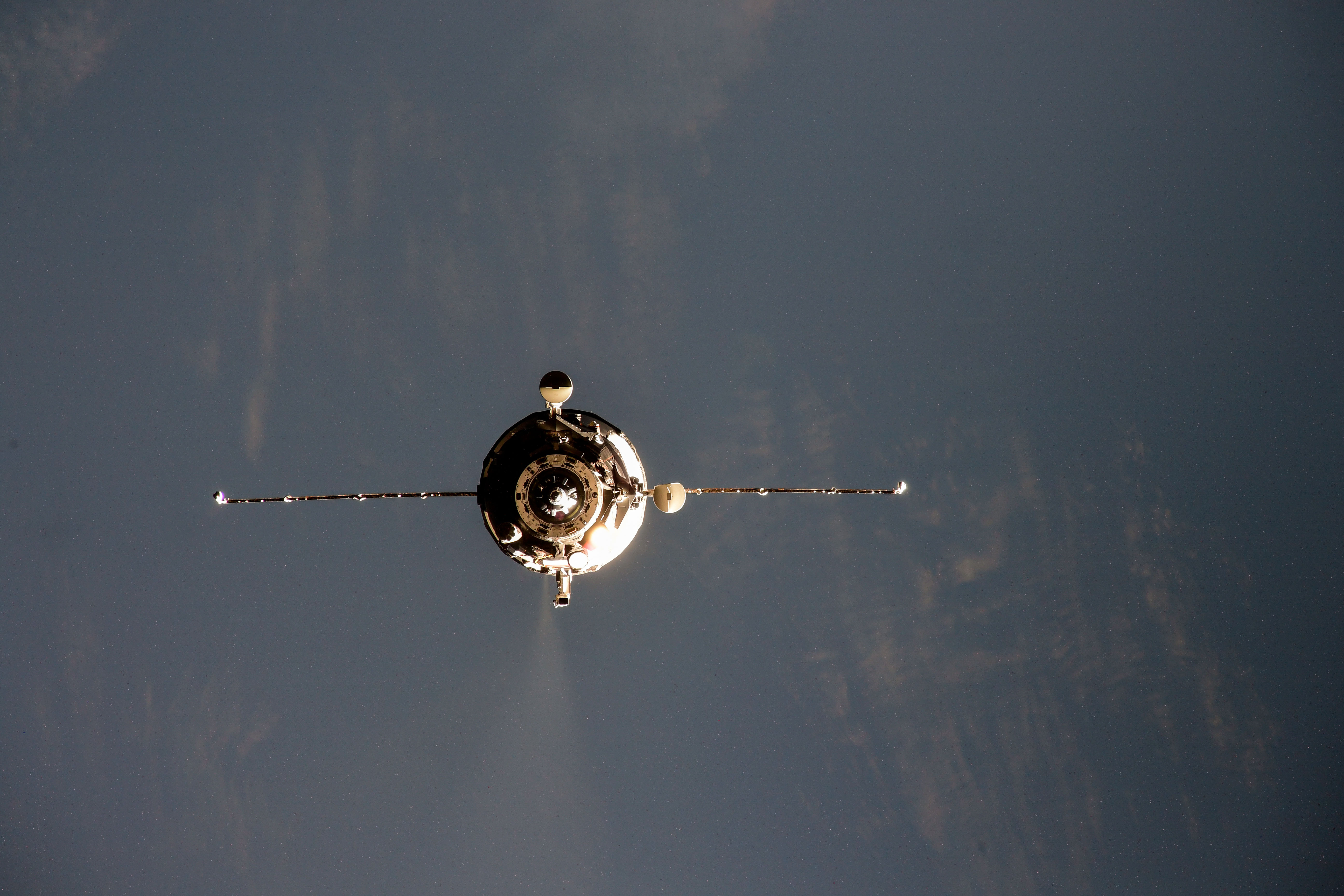
Progress MS-16 při přiblížování k ISS.

Progress MS je celkem pátá varianta automatické nákladní kosmické lodi Progress používané od roku 1978 k zásobování sovětských a ruských vesmírných stanic Saljut a Mir a od roku 2000 také Mezinárodní vesmírné stanice (ISS). První let této varianty s označením Progress MS-01 odstartoval 21. prosince 2015. Celková délka lodi dosahuje 7,2 metru, maximální průměr 2,72 metru, rozpěti dvou solárních panelů 10,6 metru. Startovní hmotnost je až 7 300 kg, z toho užitečné zatížení může dosáhnout až 2 600 kg.
Varianta MS zachovává základní koncepci vytvořenou už pro první Progressy. Skládá se ze tří sekcí – nákladní (pro suchý náklad a vodu), pro tankovací komponenty (na kapalná paliva a plyny) a přístrojové. Varianta je oproti předchozí verzi M-M doplněna o záložní systém elektromotorů pro dokovací a těsnicí mechanismus, vylepšenou ochranu proti mikrometeoroidům a zásadně modernizované spojovací, telemetrické a navigační systémy včetně využití satelitního navigačního systému Glonnas a nového – digitálního – přibližovacího systému Kurs NA. Od lodi MS-03 pak Progressy obsahují také nový vnější oddíl, který umožňuje umístění čtyř vypouštěcích kontejnerů pro celkem až 24 CubeSatů.

## Průběh mise
Progress MS-16 odstartoval 15. února 2021 na raketě Sojuz 2.1a z kosmodromu Bajkonur. Progress MS-16 se automaticky spojil s ruským segmentem ISS 17. února 2021, kde zůstal připojen do 26. července 2021. Celkově tak strávil u ISS 159 dní.

## Náklad
Kosmická loď Progress MS-16 dopravila na ISS celkem 2460,5 kg nákladu.
- Suchý náklad: 1400 kg
- Palivo: 600 kg
- Kyslík: 40,5 kg
- Pitná voda: 420 kg